# 자연 이웃 보간법

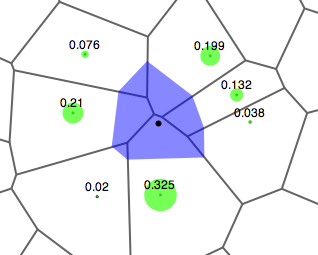
시브슨 가중치를 이용한 자연 이웃 보간. 녹색 원의 영역은 보간 가중치 w_{i}이다. 보라색 음영 영역은 보간될 점(검은색 점)을 삽입한 후의 새로운 보로노이 셀이다. 가중치는 보라색 셀과 주변 7개 셀 각각의 교차 영역을 나타낸다.

자연 이웃 보간법(영어: Natural-neighbor interpolation) 또는 시브슨 보간법(Sibson interpolation)은 로빈 시브슨이 개발한 공간 보간 방법이다. 이 방법은 이산적인 공간 점 집합의 보로노이 테셀레이션을 기반으로 한다. 이는 최근접 이웃 보간법과 같은 더 간단한 보간 방법보다 부드러운 "진정한" 함수 근사를 제공한다는 장점이 있다.

## 수식화
기본 방정식은 다음과 같다.
{\displaystyle G(x)=\sum _{i=1}^{n}{w_{i}(x)f(x_{i})}}
여기서 {\displaystyle G(x)}는 {\displaystyle x}에서의 추정값이고, {\displaystyle w_{i}}는 가중치이며, {\displaystyle f(x_{i})}는 {\displaystyle (x_{i})}에서 알려진 데이터이다. 가중치 {\displaystyle w_{i}}는 테셀레이션에 {\displaystyle x}를 삽입할 때 각 주변 영역이 얼마나 "도난당하는지"를 찾아 계산된다.
시브슨 가중치
{\displaystyle w_{i}(\mathbf {x} )={\frac {A(\mathbf {x} _{i})}{A(\mathbf {x} )}}}
여기서 A(x)는 x를 중심으로 하는 새 셀의 부피이고, A(xi)는 x를 중심으로 하는 새 셀과 xi를 중심으로 하는 이전 셀 사이의 교차 부피이다.
라플라스 가중치
{\displaystyle w_{i}(\mathbf {x} )={\frac {\frac {l(\mathbf {x} _{i})}{d(\mathbf {x} _{i})}}{\sum _{k=1}^{n}{\frac {l(\mathbf {x} _{k})}{d(\mathbf {x} _{k})}}}}}

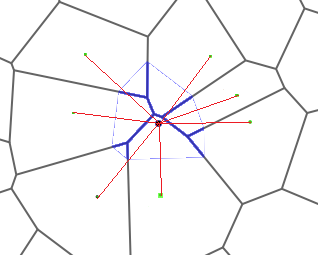
라플라스 가중치를 이용한 자연 이웃 보간. 와 에 연결된 셀 사이의 인터페이스 는 파란색이고, 와 사이의 거리 는 빨간색이다.

여기서 l(xi)은 보로노이 다이어그램에서 x와 xi에 연결된 셀 사이의 인터페이스의 측도 (2D에서는 길이, 3D에서는 표면)이고, d(xi)은 x와 xi 사이의 거리이다.

## 속성
자연 이웃 보간법에는 몇 가지 유용한 속성이 있다.
1. 이 방법은 원본 데이터 값이 참조 데이터 지점에서 유지되는 정확한 보간법이다.
2. 이 방법은 불연속성이 없는 부드러운 표면을 생성한다.
3. 이 방법은 완전히 지역적이며, 가까이 있지만 유사한 방향에서 다른 위치보다 더 멀리 떨어진 위치를 제외하는 최소한의 데이터 위치 부분 집합을 기반으로 한다.
4. 이 방법은 공간적으로 적응적이며, 데이터 밀도 또는 공간 배열의 지역적 변화에 자동으로 적응한다.
5. 통계적 가정을 할 필요가 없다.
6. 이 방법은 통계적 기반이 아니므로 매우 작은 데이터 세트에도 적용할 수 있다.
7. 이 방법은 매개변수가 없으므로 보간의 성공에 영향을 미칠 입력 매개변을 지정할 필요가 없다.

## 확장
자연 이웃 보간법은 이산 형태로도 구현되었으며, 적어도 일부 상황에서는 계산적으로 더 효율적인 것으로 입증되었다. 불확실성 측정값을 제공하는 이산 자연 이웃 보간 형태도 개발되었다.

## 같이 보기
- 역거리 가중법
- 다변량 보간법